# Himantopterus dohertyi
Himantopterus dohertyi is een vlinder uit de familie van de Himantopteridae. De wetenschappelijke naam van de soort is voor het eerst geldig gepubliceerd in 1890 door Elwes.